# Meeting International Mohammed VI d’Athlétisme de Rabat
Meeting International Mohammed VI d'Athlétisme de Rabat — международные легкоатлетические соревнования, которые являются одним из этапов IAAF World Challenge. Традиционно проходят на стадионе Prince Moulay Abdellah Stadium в Рабате, Марокко. Соревнования названы в честь действующего короля Марокко Мухаммеда VI. Организованы Легкоатлетической федерацией Королевства Марокко при поддержке IAAF.

## История
| Дата              | №   | Этап                      |
| ----------------- | --- | ------------------------- |
| 14 июня 2008 года | I   |                           |
| 23 мая 2009 года  | II  |                           |
| 6 июня 2010 года  | III | этап IAAF World Challenge |
| 5 июня 2011 года  | IV  | этап IAAF World Challenge |
| 27 мая 2012 года  | V   | этап IAAF World Challenge |
| 9 июня 2013 года  | VI  | этап IAAF World Challenge |
| 8 июня 2014 года  | VII | этап IAAF World Challenge |